# Emily Davies
Sarah Emily Davies (Southampton, 22 april 1830 – Londen, 13 juli 1921) was een Britse feministe en suffragette, die vooral bekend is als medeoprichter van Girton College in Cambridge.

## Levensloop
Davies werd geboren als dochter van John Davies, een dominee, en Mary Hopkinson. Vanwege Johns traditionele opvattingen mocht Emily, in tegenstelling tot haar drie broers, niet naar school maar kreeg ze thuis les. Het succes van Emily's oudste broer John Llewelyn maakte dat ze zelf ook een gelijke kans wilde hebben op academisch onderwijs.
Vanaf 1854 raakte Davies bevriend met Elizabeth Garrett, door wie ze in contact raakte met de feministische vrouwen Barbara Leigh Smith en Bessie Parkes.